# Dréhance
Dréhance (en wallon Drouwance) est une section de la ville belge de Dinant située en Région wallonne dans la province de Namur.
C'était une commune à part entière avant la fusion des communes de 1977.

## Géographie
À 5,5 km de Dinant, Dréhance est un village d'importance moyenne, étiré le long d'une rue principale qui suit une crête. Son habitat en calcaire, assez dense et parfois continu est composé de maisons avec anciennes étables et quelques fermes en long, la plupart du XIXe siècle.

## Évolution démographique
- Source: DGS, 1831 à 1970=recensements population, 1976= habitants au 31 décembre

## Histoire
Le territoire de la commune comporte l'agglomération principale érigée sur le plateau qui domine le confluent de la Meuse et de la Lesse. Cette partie de la commune qui lui a donné son nom est la plus récente.
C'est le hameau de Walzin, sur la rive droite de la Lesse, qui est la partie la plus ancienne.  Sous l'ancien régime, la seigneurie féodale dépendant de la Principauté de Liège se dénomme seigneurie de Walzin et de Dréhance.
L'histoire de Dréhance se cristallise autour de celle du château.  Ce dernier connu bien des vicissitudes et fut démantelé à maintes reprises.
Chaque fois, il fut reconstruit et inféodé à divers titulaires appartenant d'abord au patriciat de Dinant ou à des personnages influents de la région, membres ensuite des plus puissantes familles de la noblesse féodale.

## Économie

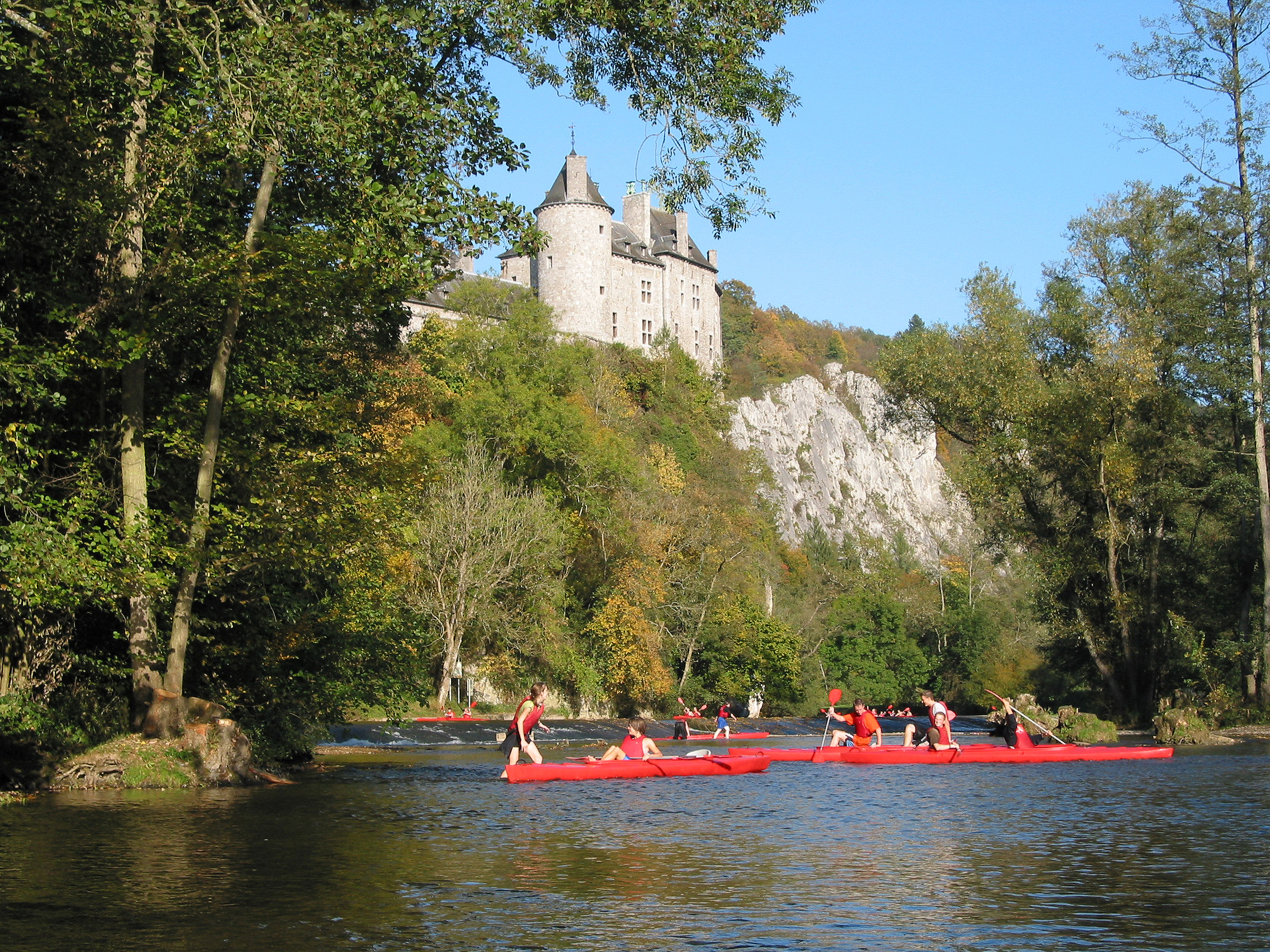
La Lesse et le château de Walzin.